# Суботники
Суботники — християнська течія, що об'єднує різні християнські братства, що дотримуються четвертої заповіді, щодо суботи власне — у суботу. Ті християнські братства, що дотримуються суботства у перший день тижня називають недільниками. З визначенням головного дня тижня для суботства пов'язане питання Господнього дня, що різні богослови ототожнюють то з суботою, то з неділею.
Поряд з дотриманням суботства на сьомий день тижня, суботники тримаються Десяти заповідей й, нерідко, розділення їжі на чисту і нечисту.

## Відомі суботницькі течії

### Адвентисти сьомого дня
Сучасними суботниками є Церква адвентистів сьомого дня, що є американським напрямок суботницького протестантизму. Їм найхарактерні відмінні риси віровчення — віра в близьке Друге пришестя Ісуса Христа, дотримання Десяти заповідей з акцентом на шанування суботи. В Україні віруючих церкви АСД називають «суботниками».

### Євангельські християни-суботники, хрещені Духом Святим
Братство Євангельських християн-суботників, хрещених Духом Святим є за вченням про Дух Святий та дари духа п'ятидесятницьким рухом, а також розділяє з адвентистами суботство у суботу, та інші положення Старого Завіту. Братство поширено в Україні (переважно на Закарпатті), Росії та з кінця 20 сторіччя в еміграції у США (Портланд, Сіетл, Сакраменто) та країнах Європи.
Серед цієї течії є підгалузь «святкових», що святкують Старозавітні Господні свята. А чимало є таких, які навпаки, бачать небезпеку у їх святкуванні в період благодаті, коли вже прийшов Син Божий Ісус Христос.

### Суботницька секта Росії
Суботники Російської імперії, що були поширені у Росії, на Кавказі та у Сибіру, окрім дотримання суботи, виконували інші вимоги юдаїзму, навіть до обрізання та переїзду в Ізраїль. В кінці XVIII сторіччя за Катерини ІІ у Російській імперії виник релігійний рух «суботників». До кінця 1820-х років суботники зосереджувалися переважно у Воронізькій (у Павлівському й Бобровському повітах в 1818 році їх було 503 осіб, а в 1823 р. — 3771 осіб), Орловській, Саратовській, Тульській, Московській губерніях. Після урядових заходів 1806, 1825 (коли було видано наказ Синоду «про заходи до відвернення поширення жидівської секти під назвою суботників» — П. С. 3. т. XL, № 30436а) й 1826 років, суботники, відкрито визнавали свою приналежність до цього релігійного руху, були виселені у Передкавказзя, Закавказзя (Привільне у Азербайджані), у Іркутську, Тобольську, Єнисейську губернії Сибіру.
На колишніх місцях мешкання залишилося, однак, чимало «прихованих» суботників. Точно визначити чисельність суботників у Європейській Росії й Сибіру було неможливо; більше їх на околицях, але у жодному поселенні їх не налічувалося понад 2500. Сповідуване ними вчення цілковито не встановлено, тим більше, що воно різниться у різних губерніях.

#### Вчення, звичаї
Перші офіційні дані про вчення суботників (в указі Священного Синоду 1825 й у повідомленні архімандрита Григорія) досить невизначені. За словами указу, «істота секти не представляє повної тотожності з єврейської вірою», хоча вона й визнає обрізання, встановлює святкування суботи, допускає довільні шлюби.
За повідомленням архімандрита Григорія, московські суботники не роблять обрізання, але взагалі тримаються суто єврейських догматів. За пізнішими дослідженнями, в одних місцях суботники дотримувалися обряди за законом Мойсея, але не визнавали Талмуда, й молитви читали російською та церковно-слов'янською мовами; у інших (наприклад, у П'ятигорську та Іркутській губернії) носили російський одяг й взагалі дотримувалися російських звичаїв. Одні суботники зовсім не визнавали Ісуса Христа й чекали пришестя Месії, Мошиаха, Христа, як царя земного; інші вважали Ісуса лише святою людиною, пророком й глузували над тими, хто очікував пришестя царя земного. Одні зовсім не визнавали Євангеліє, інші тільки ставили його нижче Старого Завіту. Загальних ознак вчення суботників можна встановити дуже небагато: це — обрізання, визнання Божества у одній особі, тобто невизнання Трійці, вищий авторитет Старого Завіту й святкування суботи, заперечення ікон, кліру.
Майже усі приватні й офіційні дослідники одноголосно повідомляють, що суботники працьовиті, освічені й беззаперечно виконують вимоги начальства, що у їх середовищі не помічається пияцтва, розпусти й злиднів. Порівняйте Микола Астирєв, «Суботники у Росії й у Сибіру» («Північний вісник», 1891, № 6).

#### Суботники й євреї
Вже з самого початку XIX сторіччя суботники вступають в контакти з ашкеназькими євреями, що жили поза смуги осілості, й з кримськими караїмами. У кінці XIX — першій половині XX сторіччя майже у кожній громаді суботників (юдействуючих) жили євреї, що виконували обов'язки вчителів, шойхетів, рабинів. З іншого боку, у багатьох єврейських громадах за межами смуги осілості юдействуючі, що переселялись до міста, були прийняті у якості повноправних членів. Однак повної асиміляції юдействуючих ашкеназькими євреями не сталося: вступаючи в шлюби з ашкеназами й з гірськими євреями, вважаючи себе частиною єврейського народу, юдействуючі зберегли свою особливу групову самосвідомість. Це проявляється, зокрема, у самоназвах «гери» або «гейрим» (що ними часто користуються суботники, щоб відрізнити себе від «природних євреїв») й у наративних практиках сучасних герів й суботників, протиставляють свою відданість релігії недостатньо ревному, з їх точки зору, дотримання «закону» або навіть атеїзму нинішніх євреїв. Ці та інші особливості групової самосвідомості юдействуючих часто сприймаються сучасними, далекими від релігії євреями за ознаку «сектантства».

#### Суботники у XX сторіччі
Маніфест про свободу совісті (17 квітня 1905 року) поклав кінець всім законам, спрямованим проти суботників. Проте адміністрація, часто змішувала їх з євреями, застосовувала до них обмеження, тому міністерство внутрішніх справ було вимушене у циркулярах за 1908 й 1909 роки роз'яснити, що юдействуючі мають однакові права з корінним населенням. До початку XX сторіччя громади суботників існували у 30 губерніях Російської імперії й налічували десятки тисяч людей.
У 1920—1921 роках суботники Воронізької губернії з селищ Озерки, Клеповка, Гвазда, Бутурлиновка, Верхня Тишанка та інші переселилися на колишні поміщицькі землі, де утворили два окремих селища — Іллінка та селище Високий. Ізольованість мешкання, згуртованість й сильне духовне керівництво призвели до того, що велика їх частина повністю сприйняла ортодоксальний юдаїзм й ототожнила себе з євреями. У 1920-х роках в Іллінці виникла сільськогосподарська комуна (з суботнім вихідним днем) під назвою «Єврейський селянин» (так спочатку називався й колгосп, що після укрупнення увійшов у колгосп «Росія»). У 1920-ті роках туди для допомоги у релігійному вихованні та налагодженні релігійного життя неодноразово приїжджали євреї.
У 1937 році синагога в Іллінці була закрита, вилучено чотири сувої Тори, два з яких пізніше було повернуто. У 1930-ті роки під час оформлення документів деякі мешканці вищевказаних селищ (особливо Іллінки) наполягали на записі «єврей» в актах громадянського стану у графі «національність». За даними дослідження, проведеного в 1960-х роках Інститутом етнографії АН СРСР, навіть у менш ортодоксальному Високому у 1963 році з 247 хлопчиків дошкільного віку лише 15 не були обрізані, а у 1965 році у Йом-Кіпур в цьому поселенні ніхто не вийшов на роботу. У Іллінці обов'язково обрізали усіх новонароджених хлопчиків (для чого їздили у Вороніж й на Кавказ), не було жодного випадку змішаного шлюбу, дотримувалися субота й єврейські свята, а також частково кашрут (тільки у домашніх умовах).
У 1973—1991 роках більшість жителів Іллінки виїхали в Ізраїль.

#### Чисельність суботників Російської імперії
За офіційними даними, чисельність тих, що дотримувалися суботи у Російській імперії вимірювалося десятками тисяч осіб. Проте підрахункам числа суботників й неправославних у Росії, як показали дослідники в XIX сторіччі, довіряти не можна. Ці дані явно занижені, причому спроби вводити поправочні коефіцієнти також виглядають малоґрунтовно: навіть порядок цих коефіцієнтів встановити неможливо.

### Жидівствуючі
До суботників також за своїм вченням відносяться жидівствуючі — православно-церковна назва для ряду різнорідних релігійних рухів.

## Дивитися також
- Суботництво
- Євангельські християни-суботники, хрещені Духом Святим
- субота
- Господній день
- адвентизм
- адвентисти сьомого дня
- Церква адвентистів сьомого дня в Україні